# Ianiropsis longipes
Ianiropsis longipes là một loài chân đều trong họ Janiridae. Loài này được Sivertsen & Holthuis miêu tả khoa học năm 1980.